# Gampong Blang (Meuraxa)
Gampong Blang is een bestuurslaag in het regentschap Banda Aceh van de provincie Atjeh, Indonesië. Gampong Blang telt 433 inwoners (volkstelling 2010).